# 에드 파워스

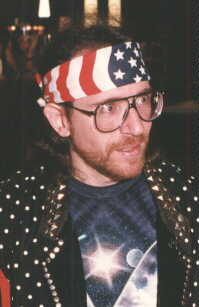

에드 파워스(Ed Powers, 1954년 10월 25일 ~ )는 미국의 포르노 배우, 영화 감독, 배우, 영화 프로듀서, 영화배우이다.
브루클린에서 태어났다.

## 영화
- 아드레날린 24 2 (2009년)
- 섹스 애나벨청 스토리 (1999년)